# Royal Uccle Sport
Dernière mise à jour : 19 mai 2011.
Le Royal Uccle Sport est un ancien club de football belge localisé à Uccle, dans la banlieue bruxelloise. Le club est fondé en 1901, et disparaît en 1990 à la suite d'une fusion avec le R. Léopold FC d'Uccle.

## Histoire
Uccle Sport est fondé en 1901, et s'affilie à l'UBSSA le 12 juillet 1905. Il atteint les séries nationales pour la première fois en 1909, pour la première saison de Promotion. Il est le 10e club brabaçon à atteindre les séries nationales. Champion juste avant le déclenchement de la Première Guerre mondiale, le club n'intègre la Division d'Honneur qu'en 1919. Il s'y maintient deux saisons puis est relégué en Promotion. Il remporte le titre et remonte directement, mais il ne parvient pas à se maintenir au plus haut niveau et est relégué directement en 1923. En 1926, le club reçoit le titre de Société Royale, et quelques mois plus tard le matricule 15. Le club reste en Promotion, rebaptisée par la suite Division 1 lorsque la fédération crée un troisième niveau national, jusqu'en 1947. Il dispute la saison 1947-1948 en Division d'Honneur, mais il termine avant-dernier et redescend directement en Division 1. Le club ne reviendra plus jamais au plus haut niveau du football belge.
Quatre ans plus tard, Uccle Sport est même relégué en « Division 3 » à la suite de la réduction à une série de la « Division 1 » (qui devient la « Division 2 ») et de la création d'un quatrième niveau national, la Promotion. Il remporte le titre après une saison et remonte au 2e échelon, où il passe encore cinq saisons. En 1958, il termine dernier, et retombe en Division 3, d'où il ne remontera plus. Le club joue sept saisons en D3 sans briller, puis tombe en « Promotion ». Il y reste à nouveau sept saisons, et en 1972, il est relégué dans les séries provinciales. Le club ne reviendra jamais en nationales jusqu'à sa disparition en juillet 1990. Celle-ci survient quand le vieux club absorbé par tout aussi vieux voisin, le Léopold CB. Le matricule 15 d'Uccle Sport est démissionné de l'URBSFA le 1er juillet 1990. Au moment de la fusion, le club est retombé jusqu'en 3e Provinciale du Brabant.

## Palmarès

### Titres
- 3 fois champion de Belgique de D2 en 1914, 1922 et 1947.
- 1 fois champion de Belgique de D3 en 1953.

### Résultats saison par saison
Statistiques clôturées - Club disparu

#### Bilan
| Niv | Divisions    | Jouées | Titres | TM Up | TM Down |
| --- | ------------ | ------ | ------ | ----- | ------- |
| I   | 1e nationale | 4      | 0      |       |         |
| II  | 2e nationale | 35     | 3      | 1     |         |
| III | 3e nationale | 8      | 1      |       |         |
| IV  | 4e nationale | 7      | 0      |       |         |
|     |              |        |        |       |         |
|     | TOTAUX       | 54     | 3      | 1     |         |

- TM Up= test-match pour départager des égalités, ou toutes formes de Barrages ou de Tour final pour une montée éventuelle.
- TM Down= test-match pour départager des égalités, ou toutes formes de Barrages ou de Tour final pour le maintien.

#### Classements par saison
| Ordre               | Saison  | Nom du club                                                   | Niveau                                                        | Classement final                                              | Remarques                                                     |
| ------------------- | ------- | ------------------------------------------------------------- | ------------------------------------------------------------- | ------------------------------------------------------------- | ------------------------------------------------------------- |
| 1                   | 1909-10 | Uccle Sport                                                   | Promotion (D2)                                                | 4e/11                                                         |                                                               |
| 2                   | 1910-11 | Uccle Sport                                                   | Promotion (D2)                                                | 2e/12                                                         | Test-match puis relégué                                       |
| séries régionales   |         |                                                               |                                                               |                                                               |                                                               |
| 3                   | 1912-13 | Uccle Sport                                                   | Promotion (D2)                                                | 5e/12                                                         |                                                               |
| 4                   | 1913-14 | Uccle Sport                                                   | Promotion (D2)                                                | 1er/12                                                        | Champion et promu                                             |
|                     | 1914-19 | Compétitions interrompues                                     | Compétitions interrompues                                     | Compétitions interrompues                                     | Compétitions interrompues                                     |
| 5                   | 1919-20 | Uccle Sport                                                   | Division d'Honneur                                            | 10e/12                                                        |                                                               |
| 6                   | 1920-21 | Uccle Sport                                                   | Division d'Honneur                                            | 12e/12                                                        | Relégué                                                       |
| 7                   | 1921-22 | Uccle Sport                                                   | Promotion (D2)                                                | 1er/14                                                        | Champion et promu                                             |
| 8                   | 1922-23 | Uccle Sport                                                   | Division d'Honneur                                            | 14e/14                                                        | Relégué                                                       |
| 9                   | 1923-24 | Uccle Sport                                                   | Promotion (D2) série B                                        | 6e/14                                                         |                                                               |
| 10                  | 1924-25 | Uccle Sport                                                   | Promotion (D2) série B                                        | 4e/14                                                         |                                                               |
| 11                  | 1925-26 | Uccle Sport                                                   | Promotion (D2) série B                                        | 4e/14                                                         |                                                               |
| 12                  | 1926-27 | Uccle Sport                                                   | Division 1 (D2)                                               | 4e/14                                                         |                                                               |
| 13                  | 1927-28 | R. Uccle Sport                                                | Division 1 (D2)                                               | 7e/14                                                         |                                                               |
| 14                  | 1928-29 | R. Uccle Sport                                                | Division 1 (D2)                                               | 4e/14                                                         |                                                               |
| 15                  | 1929-30 | R. Uccle Sport                                                | Division 1 (D2)                                               | 9e/14                                                         |                                                               |
| 16                  | 1930-31 | R. Uccle Sport                                                | Division 1 (D2)                                               | 10e/14                                                        |                                                               |
| 17                  | 1931-32 | R. Uccle Sport                                                | Division 1 (D2) série A                                       | 3e/14                                                         |                                                               |
| 18                  | 1932-33 | R. Uccle Sport                                                | Division 1 (D2) série A                                       | 11e/14                                                        |                                                               |
| 19                  | 1933-34 | R. Uccle Sport                                                | Division 1 (D2) série A                                       | 12e/14                                                        |                                                               |
| 20                  | 1934-35 | R. Uccle Sport                                                | Division 1 (D2) série A                                       | 3e/14                                                         |                                                               |
| 21                  | 1935-36 | R. Uccle Sport                                                | Division 1 (D2) série A                                       | 2e/14                                                         | [ saisons 2 ]                                                 |
| 22                  | 1936-37 | R. Uccle Sport                                                | Division 1 (D2) série B                                       | 9e/14                                                         |                                                               |
| 23                  | 1937-38 | R. Uccle Sport                                                | Division 1 (D2) série A                                       | 3e/14                                                         |                                                               |
| 24                  | 1938-39 | R. Uccle Sport                                                | Division 1 (D2) série A                                       | 11e/14                                                        |                                                               |
|                     | 1939-41 | Compétitions interrompues                                     | Compétitions interrompues                                     | Compétitions interrompues                                     | Compétitions interrompues                                     |
| 25                  | 1941-42 | R. Uccle Sport                                                | Division 1 (D2) série A                                       | 6e/14                                                         |                                                               |
| 26                  | 1942-43 | R. Uccle Sport                                                | Division 1 (D2) série B                                       | 6e/15                                                         |                                                               |
| 27                  | 1943-44 | R. Uccle Sport                                                | Division 1 (D2) série B                                       | 14e/15                                                        |                                                               |
|                     | 1944-45 | Compétitions interrompues                                     | Compétitions interrompues                                     | Compétitions interrompues                                     | Compétitions interrompues                                     |
| 28                  | 1945-46 | R. Uccle Sport                                                | Division 1 (D2) série A                                       | 2e/17                                                         | [ saisons 3 ]                                                 |
| 29                  | 1946-47 | R. Uccle Sport                                                | Division 1 (D2) série A                                       | 1er/17                                                        | Champion et promu                                             |
| 30                  | 1947-48 | R. Uccle Sport                                                | Division d'Honneur                                            | 15e/16                                                        | Relégué                                                       |
| 31                  | 1948-49 | R. Uccle Sport                                                | Division 1 (D2) série A                                       | 5e/16                                                         |                                                               |
| 32                  | 1949-50 | R. Uccle Sport                                                | Division 1 (D2) série A                                       | 9e/16                                                         |                                                               |
| 33                  | 1950-51 | R. Uccle Sport                                                | Division 1 (D2) série A                                       | 3e/16                                                         |                                                               |
| 34                  | 1951-52 | R. Uccle Sport                                                | Division 1 (D2) série A                                       | 9e/16                                                         | Relégué                                                       |
| 35                  | 1952-53 | R. Uccle Sport                                                | Division 3 série B                                            | 1er/16                                                        | Champion et promu                                             |
| 36                  | 1953-54 | R. Uccle Sport                                                | Division 2                                                    | 4e/16                                                         |                                                               |
| 37                  | 1954-55 | R. Uccle Sport                                                | Division 2                                                    | 6e/16                                                         |                                                               |
| 38                  | 1955-56 | R. Uccle Sport                                                | Division 2                                                    | 13e/16                                                        |                                                               |
| 39                  | 1956-57 | R. Uccle Sport                                                | Division 2                                                    | 14e/16                                                        |                                                               |
| 40                  | 1957-58 | R. Uccle Sport                                                | Division 2                                                    | 16e/16                                                        | Relégué                                                       |
| 41                  | 1958-59 | R. Uccle Sport                                                | Division 3 série A                                            | 11e/16                                                        |                                                               |
| 42                  | 1959-60 | R. Uccle Sport                                                | Division 3 série A                                            | 12e/16                                                        |                                                               |
| 43                  | 1960-61 | R. Uccle Sport                                                | Division 3 série B                                            | 13e/16                                                        |                                                               |
| 44                  | 1961-62 | R. Uccle Sport                                                | Division 3 série B                                            | 11e/16                                                        |                                                               |
| 45                  | 1962-63 | R. Uccle Sport                                                | Division 3 série A                                            | 10e/16                                                        |                                                               |
| 46                  | 1963-64 | R. Uccle Sport                                                | Division 3 série A                                            | 6e/16                                                         |                                                               |
| 47                  | 1964-65 | R. Uccle Sport                                                | Division 3 série B                                            | 16e/16                                                        | Relégué                                                       |
| 48                  | 1965-66 | R. Uccle Sport                                                | Promotion série A                                             | 2e/16                                                         | [ saisons 6 ]                                                 |
| 49                  | 1966-67 | R. Uccle Sport                                                | Promotion série D                                             | 3e/16                                                         |                                                               |
| 50                  | 1967-68 | R. Uccle Sport                                                | Promotion série C                                             | 4e/16                                                         |                                                               |
| 51                  | 1968-69 | R. Uccle Sport                                                | Promotion série C                                             | 11e/16                                                        |                                                               |
| 52                  | 1969-70 | R. Uccle Sport                                                | Promotion série A                                             | 5e/16                                                         |                                                               |
| 53                  | 1970-71 | R. Uccle Sport                                                | Promotion série B                                             | 9e/16                                                         |                                                               |
| 54                  | 1971-72 | R. Uccle Sport                                                | Promotion série A                                             | 15e/16                                                        | Relégué                                                       |
| séries provinciales |         |                                                               |                                                               |                                                               |                                                               |
| X                   | 1990    | Fusion avec le R. Léopold FC Uccle, le matricule 15 disparaît | Fusion avec le R. Léopold FC Uccle, le matricule 15 disparaît | Fusion avec le R. Léopold FC Uccle, le matricule 15 disparaît | Fusion avec le R. Léopold FC Uccle, le matricule 15 disparaît |